# Lex Alamannorum
De Lex Alamannorum is een vroeg middeleeuws wetboek van de Alemannen. Deze Alemannen waren een Germaanse stam die tussen de Rijn en de Donau leefden tijdens de vroege middeleeuwen.
Het wetboek wordt vaak samen vernoemd met een tweede wetboek, de Pacus Alamannorum. Deze laatste bestaat uit vijf korte deeltjes. De uitdrukking et sic convenit keert binnen deze teksten telkens terug. Hieruit leidt men af dat de tekst waarschijnlijk werd samengesteld door een speciale commissie of een aantal hoge functionarissen.
Een andere vaststelling die men maakte uit de tekst was dat de wettekst werd opgesteld na de bekering van de Alamannen tot het christendom. Deze vaststelling deed men na het lezen van aifranchisement in ecciesia in de wettekst.
De Pactus Alamannorum of beter bekend als Pacus Iegis Alamannorum is het oudste van de twee wetboeken en dateert al van de vroege 7e eeuw. Wellicht werd deze tekst opgesteld ten tijde van het regeringschap van Dagobert I. Maar het was pas in de 9e of 10e eeuw dat men de teksten ingebonden heeft tot één manuscript.
Het tweede deel van de wet, de Lex Alamannorum dateert uit een latere periode en bestaat uit meer dan één manuscript. Dit wetboek heeft een totaal van 50 manuscripten, die allemaal neergeschreven werden tussen de 8e en de 12e eeuw. Het was de Alamannische hertog Lantfrid die circa 730 van start ging met het noteren van het Alamannisch recht. Tijdens dit schrijven maakte hij een onderscheid tussen zowel kerkelijk recht, volksrecht als adellijk recht.
Beide teksten werden afzonderlijk neergeschreven in 1530 door Johannes Sichard in Bazel.